# Robert Rodat
Pour les articles homonymes, voir Rodat.
Robert Rodat, né dans le New Hampshire en 1953, est un scénariste américain. 

## Biographie
Après s'être rendu compte que la naissance de son fils (le 6 juin) correspondait au Débarquement, Robert Rodat est inspiré pour écrire le scénario d’Il faut sauver le soldat Ryan en (1998). Puis Fly Away Home avec Vince McKewin (1996) et The Patriot : Le Chemin de la liberté (2000), 10,000 BC (2008).
En 2011, il crée la série télévisée Falling Skies produite par Steven Spielberg.

## Filmographie
- 1992 : The Comrades of Summer (TV)
- 1995 : Les Légendes de l'Ouest (Tall Tale)
- 1996 : Fly Away Home (L'Envolée sauvage)
- 1997 : The Ripper (TV)
- 1998 : Il faut sauver le soldat Ryan (Saving Private Ryan)
- 1999 : Chantage sans issue, aussi Sursis: 36 heures (36 Hours to Die)
- 2000 : The Patriot : Le Chemin de la liberté
- 2013 : Thor : Le Monde des ténèbres (Thor: The Dark World)
- 2011 : Falling Skies (série TV)
- 2018 : Kursk
- 2018 : Le Joueur de base-ball était un espion (The Catcher Was a Spy)